# Joseph Gabriel Fernandez

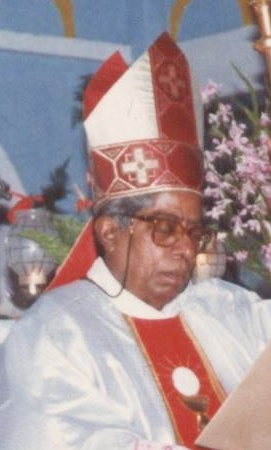
Bischof Joseph Gabriel Fernandez (1990)

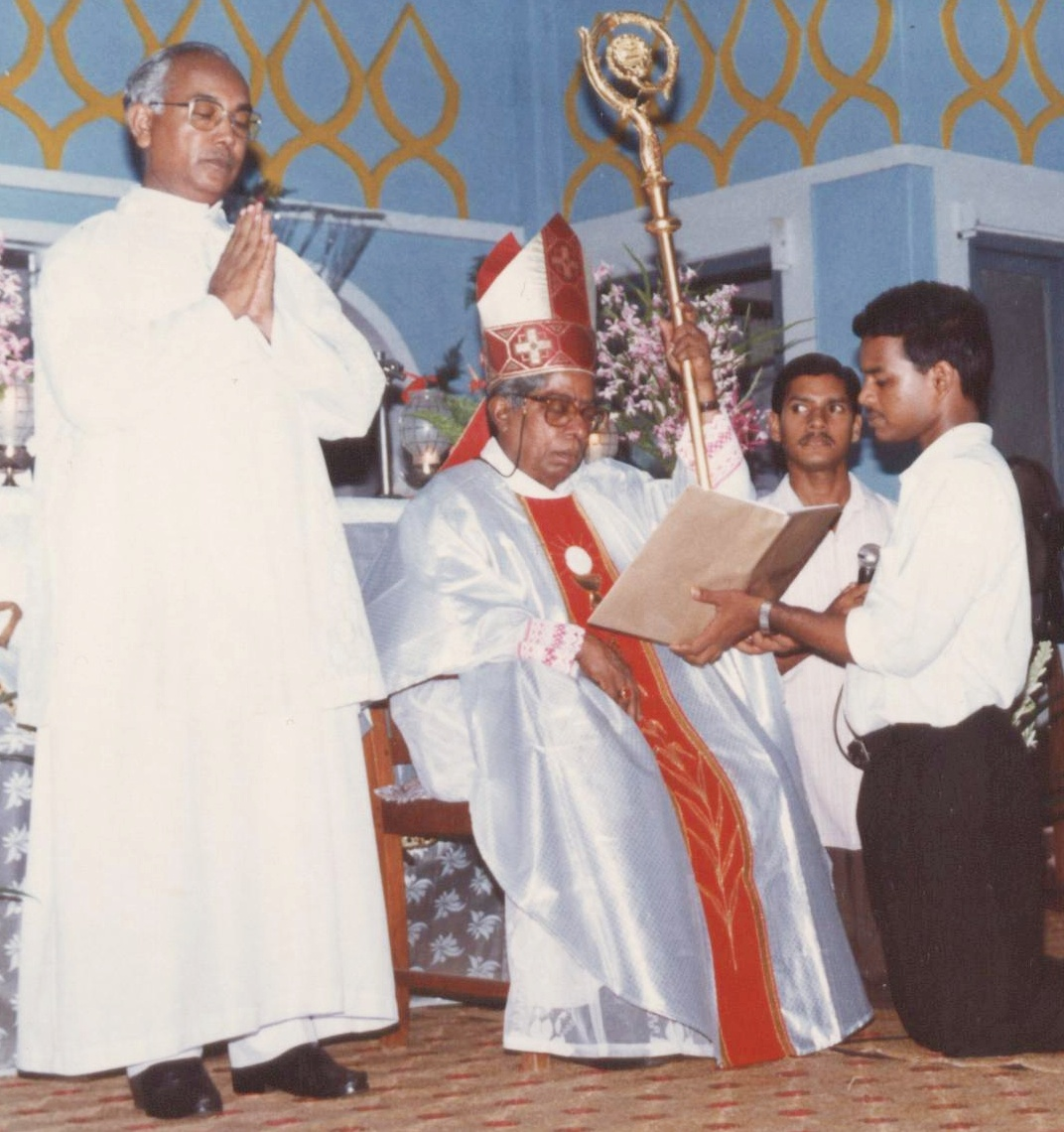
Bischof Joseph G. Fernandez bei einer Schwesternprofess; links neben ihm sein heutiger Nachfolger Stanley Roman (1990)

Joseph Gabriel Fernandez (* 16. September 1925 in Maruthurkulangara, im Taluk Karunagappalli, südlich von Kollam, Kerala, Britisch-Indien; † 4. März 2023 in Kollam) war ein indischer Geistlicher und römisch-katholischer Bischof von Quilon.

## Leben und Wirken
Joseph Gabriel Fernandez gehörte dem lateinischen Ritus an und wurde im Taluk Karunagappalli, südlich von Kollam, geboren. Ab 1939 besuchte er das Kleine Seminar St. Raphael in Kollam. Anschließend studierte er Philosophie und Katholische Theologie am Priesterseminar St. Teresa in Kollam und am Päpstlichen Priesterseminar St. Joseph in Aluva. Am 19. März 1949 empfing er durch den Bischof von Quilon, Jerome M. Fernandez, das Sakrament der Priesterweihe für das Bistum Quilon.
Fernandez war zunächst als persönlicher Sekretär des Bischofs von Quilon, Jerome Fernandez, und als Kanzler der Kurie tätig, bevor er Pfarrer in Kandachira, Mangad, Kappana und Edamon wurde. Außerdem leitete er die Infant Jesus School. Später wirkte Fernandez als Präfekt am Kleinen Seminar St. Raphael in Kollam sowie als Verwalter des Fatima Matha National College und des Carmelrani Training College.
Am 30. Januar 1978 wurde er von Papst Paul VI. zum zweiten einheimischen Bischof von Quilon ernannt. Die Bischofsweihe spendete sein Vorgänger Jerome M. Fernandez am 14. Mai 1978 auf dem Sportplatz der St. Louis School in Kollam; Mitkonsekratoren waren Joseph Kelanthara, Erzbischof von Verapoly, und Antony Padiyara, syro-malabarischer Erzbischof von Changanacherry. Fernandez wählte den Wahlspruch Quæ semper ad verbum Dei („Was immer am Wort Gottes liegt“).
Fernandez war Vizepräsident der Bischofskonferenz von Kerala (KCBC). In der Katholischen Bischofskonferenz von Indien (CBCI) leitete er zudem die Gesundheitskommission und die Kommission für das Päpstliche Priesterseminar St. Joseph in Aluva.
Joseph Fernandez versuchte das religiöse Leben in seiner Diözese zu beleben. Die stark indisierenden Inkulturationsbestrebungen seines Vorgängers setzte er nicht fort, sondern bemühte sich um eine Konsolidierung des kirchlichen Lebens auf traditioneller Linie.
Er bereiste öfter Europa, wo er vielfach aus seiner Diözese stammende Familien und Priester besuchte, damit sie die Verbindung zur Heimat nicht verloren. Bischof Joseph war ein Seelsorgebischof, der viel im Stillen wirkte, ohne sich selbst in den Vordergrund zu stellen; dies hob auch die offizielle Webseite des Bistums als besonders charakteristisch hervor.
Nachdem Fernandez seinem Wunsch gemäß das Bistum noch ins dritte Millennium führen konnte, nahm Papst Johannes Paul II. am 16. Oktober 2001 sein aus Altersgründen vorgebrachte Rücktrittsgesuch an. Danach zog er sich von allen öffentlichen Ämtern zurück. Am 16. Dezember 2001 weihte er seinen Nachfolger Stanley Roman, einen seiner langjährigen Mitarbeiter im Diözesanklerus.
Joseph Gabriel Fernandez starb im März 2023 im Alter von 97 Jahren im Benziger Hospital in Kollam an einer Lungenentzündung und Multiorganversagen infolge eines Dekubitus.